# Eleições parlamentares europeias de 1987 no distrito de Viseu
| Eleições parlamentares europeias de 1987 Distritos: Aveiro \| Beja \| Braga \| Bragança \| Castelo Branco \| Coimbra \| Évora \| Faro \| Guarda \| Leiria \| Lisboa \| Portalegre \| Porto \| Santarém \| Setúbal \| Viana do Castelo \| Vila Real \| Viseu \| Açores \| Madeira \| Estrangeiro |

## Resultados por concelho
Os resultados nos concelhos do Distrito de Viseu foram os seguintes:

### Armamar
| Partido                 | Partido                        | Votos | %               |
| ----------------------- | ------------------------------ | ----- | --------------- |
|                         | Partido Social Democrata       | 2 871 | 58,96 / 100,00  |
|                         | Centro Democrático Social      | 885   | 18,18 / 100,00  |
|                         | Partido Socialista             | 490   | 10,06 / 100,00  |
|                         | Coligação Democrática Unitária | 198   | 4,07 / 100,00   |
|                         | Partido Popular Monárquico     | 53    | 1,09 / 100,00   |
|                         | Outros (com menos de 1,00%)    | 219   | 4,51 / 100,00   |
| Votos Inválidos         | Votos Inválidos                | 153   | 3,14 / 100,00   |
| Total                   | Total                          | 4 869 | 100,00 / 100,00 |
| Eleitorado/Participação | Eleitorado/Participação        | 6 893 | 70,64 / 100,00  |

### Carregal do Sal
| Partido                 | Partido                        | Votos | %               |
| ----------------------- | ------------------------------ | ----- | --------------- |
|                         | Partido Social Democrata       | 3 289 | 54,82 / 100,00  |
|                         | Partido Socialista             | 1 067 | 17,78 / 100,00  |
|                         | Centro Democrático Social      | 975   | 16,25 / 100,00  |
|                         | Coligação Democrática Unitária | 197   | 3,28 / 100,00   |
|                         | Partido Renovador Democrático  | 79    | 1,32 / 100,00   |
|                         | Outros (com menos de 1,00%)    | 228   | 3,81 / 100,00   |
| Votos Inválidos         | Votos Inválidos                | 165   | 2,75 / 100,00   |
| Total                   | Total                          | 6 000 | 100,00 / 100,00 |
| Eleitorado/Participação | Eleitorado/Participação        | 9 076 | 66,11 / 100,00  |

### Castro Daire
| Partido                 | Partido                        | Votos  | %               |
| ----------------------- | ------------------------------ | ------ | --------------- |
|                         | Partido Social Democrata       | 5 714  | 56,36 / 100,00  |
|                         | Centro Democrático Social      | 1 843  | 18,18 / 100,00  |
|                         | Partido Socialista             | 1 490  | 14,70 / 100,00  |
|                         | Coligação Democrática Unitária | 190    | 1,87 / 100,00   |
|                         | Partido da Democracia Cristã   | 119    | 1,17 / 100,00   |
|                         | Partido Renovador Democrático  | 111    | 1,09 / 100,00   |
|                         | Outros (com menos de 1,00%)    | 332    | 3,28 / 100,00   |
| Votos Inválidos         | Votos Inválidos                | 339    | 3,34 / 100,00   |
| Total                   | Total                          | 10 138 | 100,00 / 100,00 |
| Eleitorado/Participação | Eleitorado/Participação        | 15 452 | 65,61 / 100,00  |

### Cinfães
| Partido                 | Partido                        | Votos  | %               |
| ----------------------- | ------------------------------ | ------ | --------------- |
|                         | Partido Social Democrata       | 6 828  | 51,53 / 100,00  |
|                         | Partido Socialista             | 2 700  | 20,38 / 100,00  |
|                         | Centro Democrático Social      | 2 122  | 16,01 / 100,00  |
|                         | Coligação Democrática Unitária | 317    | 2,39 / 100,00   |
|                         | Partido Renovador Democrático  | 208    | 1,57 / 100,00   |
|                         | Partido Popular Monárquico     | 164    | 1,24 / 100,00   |
|                         | Outros (com menos de 1,00%)    | 450    | 3,40 / 100,00   |
| Votos Inválidos         | Votos Inválidos                | 462    | 3,49 / 100,00   |
| Total                   | Total                          | 13 251 | 100,00 / 100,00 |
| Eleitorado/Participação | Eleitorado/Participação        | 19 184 | 69,07 / 100,00  |

### Lamego
| Partido                 | Partido                        | Votos  | %               |
| ----------------------- | ------------------------------ | ------ | --------------- |
|                         | Partido Social Democrata       | 8 260  | 48,38 / 100,00  |
|                         | Centro Democrático Social      | 3 226  | 18,90 / 100,00  |
|                         | Partido Socialista             | 3 130  | 18,33 / 100,00  |
|                         | Coligação Democrática Unitária | 773    | 4,53 / 100,00   |
|                         | Partido Renovador Democrático  | 442    | 2,59 / 100,00   |
|                         | Partido Popular Monárquico     | 322    | 1,89 / 100,00   |
|                         | Outros (com menos de 1,00%)    | 453    | 2,65 / 100,00   |
| Votos Inválidos         | Votos Inválidos                | 466    | 2,73 / 100,00   |
| Total                   | Total                          | 17 072 | 100,00 / 100,00 |
| Eleitorado/Participação | Eleitorado/Participação        | 24 017 | 71,08 / 100,00  |

### Mangualde
| Partido                 | Partido                        | Votos  | %               |
| ----------------------- | ------------------------------ | ------ | --------------- |
|                         | Partido Social Democrata       | 4 908  | 43,19 / 100,00  |
|                         | Partido Socialista             | 2 714  | 23,88 / 100,00  |
|                         | Centro Democrático Social      | 2 327  | 20,48 / 100,00  |
|                         | Coligação Democrática Unitária | 354    | 3,11 / 100,00   |
|                         | Partido Renovador Democrático  | 196    | 1,72 / 100,00   |
|                         | Partido Popular Monárquico     | 147    | 1,29 / 100,00   |
|                         | Outros (com menos de 1,00%)    | 331    | 2,97 / 100,00   |
| Votos Inválidos         | Votos Inválidos                | 381    | 3,35 / 100,00   |
| Total                   | Total                          | 11 365 | 100,00 / 100,00 |
| Eleitorado/Participação | Eleitorado/Participação        | 17 371 | 65,43 / 100,00  |

### Moimenta da Beira
| Partido                 | Partido                        | Votos | %               |
| ----------------------- | ------------------------------ | ----- | --------------- |
|                         | Partido Social Democrata       | 3 152 | 48,43 / 100,00  |
|                         | Centro Democrático Social      | 1 575 | 24,20 / 100,00  |
|                         | Partido Socialista             | 1 005 | 15,44 / 100,00  |
|                         | Coligação Democrática Unitária | 239   | 3,67 / 100,00   |
|                         | Partido Popular Monárquico     | 77    | 1,18 / 100,00   |
|                         | Outros (com menos de 1,00%)    | 233   | 3,58 / 100,00   |
| Votos Inválidos         | Votos Inválidos                | 228   | 3,50 / 100,00   |
| Total                   | Total                          | 6 509 | 100,00 / 100,00 |
| Eleitorado/Participação | Eleitorado/Participação        | 9 760 | 66,69 / 100,00  |

### Mortágua
| Partido                 | Partido                        | Votos | %               |
| ----------------------- | ------------------------------ | ----- | --------------- |
|                         | Partido Social Democrata       | 3 114 | 54,11 / 100,00  |
|                         | Partido Socialista             | 1 408 | 24,47 / 100,00  |
|                         | Centro Democrático Social      | 621   | 10,79 / 100,00  |
|                         | Coligação Democrática Unitária | 165   | 2,87 / 100,00   |
|                         | Outros (com menos de 1,00%)    | 237   | 4,11 / 100,00   |
| Votos Inválidos         | Votos Inválidos                | 210   | 3,65 / 100,00   |
| Total                   | Total                          | 5 755 | 100,00 / 100,00 |
| Eleitorado/Participação | Eleitorado/Participação        | 9 150 | 62,90 / 100,00  |

### Nelas
| Partido                 | Partido                        | Votos  | %               |
| ----------------------- | ------------------------------ | ------ | --------------- |
|                         | Partido Social Democrata       | 3 505  | 42,53 / 100,00  |
|                         | Partido Socialista             | 2 206  | 26,77 / 100,00  |
|                         | Centro Democrático Social      | 1 411  | 17,12 / 100,00  |
|                         | Coligação Democrática Unitária | 310    | 3,76 / 100,00   |
|                         | Partido Renovador Democrático  | 157    | 1,91 / 100,00   |
|                         | Partido Popular Monárquico     | 139    | 1,69 / 100,00   |
|                         | Outros (com menos de 1,00%)    | 226    | 2,74 / 100,00   |
| Votos Inválidos         | Votos Inválidos                | 287    | 3,48 / 100,00   |
| Total                   | Total                          | 8 241  | 100,00 / 100,00 |
| Eleitorado/Participação | Eleitorado/Participação        | 11 954 | 68,94 / 100,00  |

### Oliveira de Frades
| Partido                 | Partido                        | Votos | %               |
| ----------------------- | ------------------------------ | ----- | --------------- |
|                         | Partido Social Democrata       | 3 461 | 55,24 / 100,00  |
|                         | Centro Democrático Social      | 1 350 | 21,55 / 100,00  |
|                         | Partido Socialista             | 901   | 14,38 / 100,00  |
|                         | Partido Popular Monárquico     | 90    | 1,44 / 100,00   |
|                         | Coligação Democrática Unitária | 86    | 1,37 / 100,00   |
|                         | Partido Renovador Democrático  | 63    | 1,01 / 100,00   |
|                         | Outros (com menos de 1,00%)    | 140   | 2,23 / 100,00   |
| Votos Inválidos         | Votos Inválidos                | 174   | 2,78 / 100,00   |
| Total                   | Total                          | 6 265 | 100,00 / 100,00 |
| Eleitorado/Participação | Eleitorado/Participação        | 8 018 | 78,14 / 100,00  |

### Penalva do Castelo
| Partido                 | Partido                        | Votos | %               |
| ----------------------- | ------------------------------ | ----- | --------------- |
|                         | Partido Social Democrata       | 2 676 | 50,86 / 100,00  |
|                         | Centro Democrático Social      | 1 176 | 22,35 / 100,00  |
|                         | Partido Socialista             | 874   | 16,61 / 100,00  |
|                         | Coligação Democrática Unitária | 81    | 1,54 / 100,00   |
|                         | Partido Renovador Democrático  | 59    | 1,12 / 100,00   |
|                         | Partido da Democracia Cristã   | 56    | 1,06 / 100,00   |
|                         | Outros (com menos de 1,00%)    | 143   | 2,72 / 100,00   |
| Votos Inválidos         | Votos Inválidos                | 196   | 3,73 / 100,00   |
| Total                   | Total                          | 5 261 | 100,00 / 100,00 |
| Eleitorado/Participação | Eleitorado/Participação        | 8 089 | 65,04 / 100,00  |

### Penedono
| Partido                 | Partido                          | Votos | %               |
| ----------------------- | -------------------------------- | ----- | --------------- |
|                         | Partido Social Democrata         | 1 005 | 48,69 / 100,00  |
|                         | Partido Socialista               | 347   | 16,81 / 100,00  |
|                         | Centro Democrático Social        | 304   | 14,73 / 100,00  |
|                         | Partido Renovador Democrático    | 125   | 6,06 / 100,00   |
|                         | Coligação Democrática Unitária   | 81    | 3,92 / 100,00   |
|                         | Partido da Democracia Cristã     | 24    | 1,16 / 100,00   |
|                         | Partido Popular Monárquico       | 21    | 1,02 / 100,00   |
|                         | Partido Comunista (Reconstruído) | 21    | 1,02 / 100,00   |
|                         | Outros (com menos de 1,00%)      | 39    | 1,89 / 100,00   |
| Votos Inválidos         | Votos Inválidos                  | 97    | 4,70 / 100,00   |
| Total                   | Total                            | 2 064 | 100,00 / 100,00 |
| Eleitorado/Participação | Eleitorado/Participação          | 3 280 | 62,93 / 100,00  |

### Resende
| Partido                 | Partido                        | Votos  | %               |
| ----------------------- | ------------------------------ | ------ | --------------- |
|                         | Partido Social Democrata       | 4 669  | 61,40 / 100,00  |
|                         | Partido Socialista             | 1 427  | 18,77 / 100,00  |
|                         | Centro Democrático Social      | 693    | 9,11 / 100,00   |
|                         | Coligação Democrática Unitária | 160    | 2,10 / 100,00   |
|                         | Partido Renovador Democrático  | 136    | 1,79 / 100,00   |
|                         | Partido Popular Monárquico     | 78     | 1,03 / 100,00   |
|                         | Outros (com menos de 1,00%)    | 215    | 2,82 / 100,00   |
| Votos Inválidos         | Votos Inválidos                | 226    | 2,97 / 100,00   |
| Total                   | Total                          | 7 604  | 100,00 / 100,00 |
| Eleitorado/Participação | Eleitorado/Participação        | 11 186 | 67,98 / 100,00  |

### Santa Comba Dão
| Partido                 | Partido                        | Votos  | %               |
| ----------------------- | ------------------------------ | ------ | --------------- |
|                         | Partido Social Democrata       | 4 607  | 59,28 / 100,00  |
|                         | Partido Socialista             | 1 392  | 17,91 / 100,00  |
|                         | Centro Democrático Social      | 1 042  | 13,41 / 100,00  |
|                         | Coligação Democrática Unitária | 111    | 1,43 / 100,00   |
|                         | Partido Popular Monárquico     | 100    | 1,29 / 100,00   |
|                         | Outros (com menos de 1,00%)    | 291    | 3,75 / 100,00   |
| Votos Inválidos         | Votos Inválidos                | 229    | 2,95 / 100,00   |
| Total                   | Total                          | 7 772  | 100,00 / 100,00 |
| Eleitorado/Participação | Eleitorado/Participação        | 10 601 | 73,31 / 100,00  |

### São João da Pesqueira
| Partido                 | Partido                        | Votos | %               |
| ----------------------- | ------------------------------ | ----- | --------------- |
|                         | Partido Social Democrata       | 2 464 | 51,61 / 100,00  |
|                         | Partido Socialista             | 837   | 17,53 / 100,00  |
|                         | Centro Democrático Social      | 744   | 15,58 / 100,00  |
|                         | Coligação Democrática Unitária | 209   | 4,38 / 100,00   |
|                         | Partido Renovador Democrático  | 68    | 1,42 / 100,00   |
|                         | Partido Popular Monárquico     | 57    | 1,19 / 100,00   |
|                         | Partido da Democracia Cristã   | 48    | 1,01 / 100,00   |
|                         | Outros (com menos de 1,00%)    | 138   | 2,89 / 100,00   |
| Votos Inválidos         | Votos Inválidos                | 209   | 4,38 / 100,00   |
| Total                   | Total                          | 4 774 | 100,00 / 100,00 |
| Eleitorado/Participação | Eleitorado/Participação        | 7 591 | 62,89 / 100,00  |

### São Pedro do Sul
| Partido                 | Partido                        | Votos  | %               |
| ----------------------- | ------------------------------ | ------ | --------------- |
|                         | Partido Social Democrata       | 5 130  | 45,34 / 100,00  |
|                         | Partido Socialista             | 2 438  | 21,55 / 100,00  |
|                         | Centro Democrático Social      | 2 032  | 17,96 / 100,00  |
|                         | Coligação Democrática Unitária | 456    | 4,03 / 100,00   |
|                         | Partido Renovador Democrático  | 277    | 2,45 / 100,00   |
|                         | Partido Popular Monárquico     | 145    | 1,28 / 100,00   |
|                         | Outros (com menos de 1,00%)    | 415    | 3,66 / 100,00   |
| Votos Inválidos         | Votos Inválidos                | 422    | 3,73 / 100,00   |
| Total                   | Total                          | 11 315 | 100,00 / 100,00 |
| Eleitorado/Participação | Eleitorado/Participação        | 16 617 | 68,09 / 100,00  |

### Sátão
| Partido                 | Partido                       | Votos  | %               |
| ----------------------- | ----------------------------- | ------ | --------------- |
|                         | Partido Social Democrata      | 3 545  | 49,18 / 100,00  |
|                         | Centro Democrático Social     | 2 382  | 33,05 / 100,00  |
|                         | Partido Socialista            | 782    | 10,85 / 100,00  |
|                         | Partido Renovador Democrático | 74     | 1,03 / 100,00   |
|                         | Outros (com menos de 1,00%)   | 207    | 2,86 / 100,00   |
| Votos Inválidos         | Votos Inválidos               | 218    | 3,02 / 100,00   |
| Total                   | Total                         | 7 208  | 100,00 / 100,00 |
| Eleitorado/Participação | Eleitorado/Participação       | 10 888 | 66,20 / 100,00  |

### Sernancelhe
| Partido                 | Partido                      | Votos | %               |
| ----------------------- | ---------------------------- | ----- | --------------- |
|                         | Partido Social Democrata     | 1 669 | 43,10 / 100,00  |
|                         | Centro Democrático Social    | 1 285 | 33,19 / 100,00  |
|                         | Partido Socialista           | 569   | 14,70 / 100,00  |
|                         | Partido da Democracia Cristã | 44    | 1,14 / 100,00   |
|                         | Outros (com menos de 1,00%)  | 148   | 4,48 / 100,00   |
| Votos Inválidos         | Votos Inválidos              | 131   | 3,38 / 100,00   |
| Total                   | Total                        | 3 872 | 100,00 / 100,00 |
| Eleitorado/Participação | Eleitorado/Participação      | 5 734 | 67,53 / 100,00  |

### Tabuaço
| Partido                 | Partido                        | Votos | %               |
| ----------------------- | ------------------------------ | ----- | --------------- |
|                         | Partido Social Democrata       | 2 105 | 45,59 / 100,00  |
|                         | Centro Democrático Social      | 1 498 | 32,45 / 100,00  |
|                         | Partido Socialista             | 501   | 10,85 / 100,00  |
|                         | Coligação Democrática Unitária | 97    | 2,10 / 100,00   |
|                         | Partido Renovador Democrático  | 71    | 1,54 / 100,00   |
|                         | Partido Popular Monárquico     | 47    | 1,02 / 100,00   |
|                         | Outros (com menos de 1,00%)    | 113   | 2,44 / 100,00   |
| Votos Inválidos         | Votos Inválidos                | 185   | 4,01 / 100,00   |
| Total                   | Total                          | 4 617 | 100,00 / 100,00 |
| Eleitorado/Participação | Eleitorado/Participação        | 6 441 | 71,68 / 100,00  |

### Tarouca
| Partido                 | Partido                        | Votos | %               |
| ----------------------- | ------------------------------ | ----- | --------------- |
|                         | Partido Social Democrata       | 2 603 | 62,92 / 100,00  |
|                         | Centro Democrático Social      | 561   | 13,56 / 100,00  |
|                         | Partido Socialista             | 335   | 8,10 / 100,00   |
|                         | Coligação Democrática Unitária | 251   | 6,07 / 100,00   |
|                         | Partido Renovador Democrático  | 82    | 1,98 / 100,00   |
|                         | Outros (com menos de 1,00%)    | 156   | 3,78 / 100,00   |
| Votos Inválidos         | Votos Inválidos                | 149   | 3,60 / 100,00   |
| Total                   | Total                          | 4 137 | 100,00 / 100,00 |
| Eleitorado/Participação | Eleitorado/Participação        | 6 467 | 63,97 / 100,00  |

### Tondela
| Partido                 | Partido                        | Votos  | %               |
| ----------------------- | ------------------------------ | ------ | --------------- |
|                         | Partido Social Democrata       | 10 473 | 51,72 / 100,00  |
|                         | Centro Democrático Social      | 4 611  | 22,77 / 100,00  |
|                         | Partido Socialista             | 3 326  | 16,42 / 100,00  |
|                         | Coligação Democrática Unitária | 385    | 1,90 / 100,00   |
|                         | Partido Popular Monárquico     | 222    | 1,10 / 100,00   |
|                         | Outros (com menos de 1,00%)    | 604    | 2,99 / 100,00   |
| Votos Inválidos         | Votos Inválidos                | 629    | 3,11 / 100,00   |
| Total                   | Total                          | 20 250 | 100,00 / 100,00 |
| Eleitorado/Participação | Eleitorado/Participação        | 28 045 | 72,21 / 100,00  |

### Vila Nova de Paiva
| Partido                 | Partido                      | Votos | %               |
| ----------------------- | ---------------------------- | ----- | --------------- |
|                         | Partido Social Democrata     | 1 933 | 56,82 / 100,00  |
|                         | Centro Democrático Social    | 820   | 24,10 / 100,00  |
|                         | Partido Socialista           | 309   | 9,08 / 100,00   |
|                         | Partido Popular Monárquico   | 43    | 1,26 / 100,00   |
|                         | Partido da Democracia Cristã | 42    | 1,23 / 100,00   |
|                         | Outros (com menos de 1,00%)  | 109   | 3,20 / 100,00   |
| Votos Inválidos         | Votos Inválidos              | 146   | 4,29 / 100,00   |
| Total                   | Total                        | 3 402 | 100,00 / 100,00 |
| Eleitorado/Participação | Eleitorado/Participação      | 5 243 | 64,89 / 100,00  |

### Viseu
| Partido                 | Partido                        | Votos  | %               |
| ----------------------- | ------------------------------ | ------ | --------------- |
|                         | Partido Social Democrata       | 22 166 | 47,06 / 100,00  |
|                         | Centro Democrático Social      | 11 524 | 24,47 / 100,00  |
|                         | Partido Socialista             | 8 327  | 17,68 / 100,00  |
|                         | Partido Popular Monárquico     | 1 195  | 2,54 / 100,00   |
|                         | Coligação Democrática Unitária | 1 048  | 2,22 / 100,00   |
|                         | Partido Renovador Democrático  | 669    | 1,42 / 100,00   |
|                         | Outros (com menos de 1,00%)    | 974    | 2,08 / 100,00   |
| Votos Inválidos         | Votos Inválidos                | 1 201  | 2,55 / 100,00   |
| Total                   | Total                          | 47 104 | 100,00 / 100,00 |
| Eleitorado/Participação | Eleitorado/Participação        | 65 368 | 72,06 / 100,00  |

### Vouzela
| Partido                 | Partido                        | Votos  | %               |
| ----------------------- | ------------------------------ | ------ | --------------- |
|                         | Partido Social Democrata       | 3 940  | 51,78 / 100,00  |
|                         | Centro Democrático Social      | 1 575  | 20,70 / 100,00  |
|                         | Partido Socialista             | 1 360  | 17,87 / 100,00  |
|                         | Coligação Democrática Unitária | 146    | 1,92 / 100,00   |
|                         | Partido Renovador Democrático  | 136    | 1,79 / 100,00   |
|                         | Partido Popular Monárquico     | 80     | 1,05 / 100,00   |
|                         | Outros (com menos de 1,00%)    | 143    | 1,88 / 100,00   |
| Votos Inválidos         | Votos Inválidos                | 229    | 3,01 / 100,00   |
| Total                   | Total                          | 7 609  | 100,00 / 100,00 |
| Eleitorado/Participação | Eleitorado/Participação        | 10 442 | 72,87 / 100,00  |